# Maraenobiotus supermario
Maraenobiotus supermario (лат.) — вид веслоногих ракообразных из семейства Canthocamptidae отряда Harpacticoida.

## Распространение
Россия, Якутия (Булунский улус, Быковский наслег, остров Самойловский), дельта реки Лена, научно-исследовательская станция «Остров Самойловский» (Samoylov Island, 72°22’22"N 126°28’47"E); тундра, мокрый мох; температура воды 3,9 °C; pH 7,22.

## Описание
Тело самки почти цилиндрическое, червеобразное. Общая длина тела голотипа самки от кончика рострума до заднего края хвостовых ветвей: 0,4 мм (у самца 0,3 мм). Кутикула очень тонкая. Тело бесцветное. Антеннулы самок 8-члениковые (10 у самцов). Головогрудь с 27 парами сенсилл. Науплиарный глаз не различим. Головогрудь такой же ширины, как и остальные сомиты. С кутикулярным окном на головогруди дорсально и сбоку на сомите, несущем P2. Рострум небольшой, сросшийся с головогрудью. Задний край всех сомитов гладкий.

## Систематика и этимология
Вид был впервые описан в 2020 году российскими биологами Александром Новиковым и Даяной Шарафутдиновой (Казанский федеральный университет, Казань, Россия). Принадлежит к группе видов vejdovskyi-species group. Новый вид отличается от своих собратьев апикальными каудальными щетинками без выпуклой проксимальной части и уникальным строением мандибулярных щупиков с одной щетинкой. Включён в отряд Harpacticoida. Название вида supermario дано в честь персонажа серии видеоигр Super Mario, который, как и этот вид, часто уходит под землю и носит забавные усы (мандибулярные щупики).